# Анджей Тенчинський із Рабштина
Анджей Тенчинський із Рабштина гербу Топор (нар. бл. 1411 — пом. 16 липня 1461, Краків) — військовий і державний діяч Королівства Польського, надвірний маршалок (1439); тенутарій кошицький (1428), староста крашьніцький (з 1438), рабштинський (1441—1461), хелмінський (1454—1456)

## Життєпис
Анджей народився близько 1411 року, був наймолодшою дитиною підстолія краківського та каштеляна войніцького Анджея Тенчинського та його дружини Анни, доньки підскарбія та маршалка коронного Дмитра з Ґорая. Ймовірно, що Анджей народився після смерті батька (літо 1411 року). Мав 2 братів Яна та Навоя і сестру Анну. Він став протопластом роду Рабштинських гербу Топор.
Очевидно, спочатку йому була визначена духовна кар'єра. 1427 року почав навчатися в Академії Краківській. 1428 року згадується як тенутарій Кошицький.
Незадовго до 1430 року Анджей розпочав працювати в королівській канцелярії. Цього ж року завдяки його діям вдалося унеможливити схвалену королем Владиславом Яґайлом передачу подільських замків Великому князівству Литовському, за що через рік Краківський єпископ Збіґнєв Олешьніцький винагородив Тенчинського посадою каноніка краківського.
Перед 1435 роком Анджей відмовився від духовного сану та звільнив канонію краківську, став належати до групи «юніорів», наближених до оточення королеви Софії Гольшанської.
1439 року Тенчинський підтримав антимагнатську прогуситську конфедерацію Спитка з Мельштина. Проте, завдяки діям і впливу краківського єпископа Олешьніцького, у травні у битві під Ґротніками Анджей уже бився проти конфедератів, а вже в серпні цього року він як надвірний маршалок керував королівською охороною. У липні як маршалок засідав у надвірному суді в Перемишлі, на початку серпня виступав від імені монарха на рочках земських у Самборі та Городку, зокрема, оскаржував Теодорика з Бучача за самовільне відправлення посольства до угорського двору. Вже наприкінці серпня втратив посаду маршалка.
Анджей разом із братом Яном підтримали короля Владислава Варненчика у його боротьбі за угорську корону. 1440 року вони привели власні військові загони до Кежмароку, де король збирав польські війська перед походом на Угорщину. Він був одним із чотирьох полководців кінного відділу з 1000 поляків і угорців, які близько 15—16 травня цього ж року облягали Буду й 21 травня під час урочистого в'їзду короля до міста супроводжували його до місцевого замку. Восени 1441 року брав участь у поході та облозі Братислави. Цього ж року став першим старостою рабштинським.
Влітку 1443 року знову взяв участь у поході короля до Угорщини, зокрема, у військових діях на Спишу. Проте, в подальшому турецькому поході участі не брав.
У травні 1454 року Тенчинський узяв участь у Ленчицькому з'їзді, під час якого підтримував свого брата й перебував у певній опозиції до короля. Був визначений як член посольства до англійського короля, проте воно не відбулося. Під час Тринадцятирічної війни був одним із полководців польського війська. З кінця листопада 1454 року брати Тенчинські взяли участь у поході на Пруссію, в результаті якого Анджей став старостою хелмінським — керівником замкових залог Хелмінської землі, і вже навесні 1455 року мав локальні сутички з хрестоносцями. Зокрема, в березні він брав участь у захисті Торуня. У травні взяв участь у Пйотркувському з'їзді, очолив затяжні загони, які були відправлені на допомогу обложеній Кніпаві. Ця виправа не досягла успіху.
З травня 1455 року брав участь у таємних переговорах з тевтонськими лицарями, результатом яких стало укладення Другого Торунського миру 19 жовтня 1466 року. Був також обраний поборцею для збирання 476 000 флоринів для викупу Мальборка. Наприкінці жовтня супроводжував короля до Литви, отримав від нього 687 флоринів для догляду за Бродницьким замком та оплати затяжним загонам.
3 березня 1457 року Анджей із Тенчина як визначений сеймом податковий поборця, засвідчив викуп Освенцимської землі у князя Яна IV Освенцімського за 50 000 коп празьких грошей. Він також брав активну участь у зборі коштів для виплати за Мальборк. Зрештою, вони з братом Яном супроводжували короля у поїздці до Мальборка, який був викуплений і прийнятий до Королівства Польського 6 червня 1457 року за діяльної участі Тенчинського.
Анджей виставив приватну хоругву під час походу на Пруссію влітку 1458 року. 12 жовтня він став підписантом 9-місячного перемир'я з хрестоносцями в Прабутах.
На початку 1461 року брати Тенчинські підтримали кандидатуру Якуба з Сєнна на посаду Краківського єпископа. 3 січня Анджей на засіданні місцевої капітули вимагав видачі столових маєтків і замків Якубу. Він також увійшов до посольства на Берестейський сейм до короля у справі призначення єпископа, яке зазнало фіаско.
В середині липня цього ж року Анджей Тенчинський прибув до Кракова для приготування власної хоругви до походу під Іновроцлав. 16 липня він звернувся до краківського зброяра Клеменса, щоб забрати обладунки, які раніше доручив останньому відновити. Його не влаштувала якість роботи майстра, тому він вирішив заплатити йому значно менше від обумовленого. Зброяр запротестував, за що отримав ляпаса від Анджея у своєму домі. Останній пішов до ратуші та подав скаргу на ремісника. Коли міські урядовці послали за Клеменсом, Течинський вийшов із ратуші та зустрів на вулиці заарештованого зброяра. За словами Длугоша, ремісник крикнув до шляхтича: «Пан мене побив і ганебно дав ляпаса в моєму власному домі, але більше не будеш мене бити». Почувши ці слова, Тенчинський знову напав на нього. Нанесені поранення виявилися настільки важкими, що міщанина відвезли додому. Свідками цієї події були райці Міколай Крідлар і Вальтер Кеслінг. Звістка про подію швидко облетіла Краків. Міські райці, намагаючись запобігти заворушенням, зачинили міські ворота та пішли скаржитися королеві Єлизаветі. Вона видала наказ до спокою й погрожувала кожному, хто його порушить, штрафом у 80 000 гривень. Скаргу мав вирішити після свого повернення король Казимир Ягелончик. Однак у місті виникли соціальні заворушення, натовп вийшов на вулиці. Анджей Течинський забарикадувався у власному будинку на вулиці Братська. Згодом він дійшов висновку, що це не найкращий притулок, тому зі своїм сином Яном Тенчинським та кількома друзями вони вирушили до францисканського костелу. Там він був убитий натовпом, його тіло витягли на вулицю й осквернили — бороду й вуса спалили, потягли канаву до ратуші й залишили там на три дні. Лише на четвертий день Янові Рабштинському видали тіло батька, яке він поховав близько 20 липня біля могили своєї матері, дружини Анджея, у костелі Ксьонжа Великого.
7 грудня 1461 р. розпочався суд (у присутності короля, воєвод і каштелянів). Було висунуте звинувачення міщанам і простолюдинам Кракова, а також міським райцям. З боку обвинувачених виступав шляхтич Ян Орачовський, обвинувачами були: брат Анджея Ян Тенчинський (вимагав від міста сплатити штраф у розмірі 80 000 гривень, накладений королевою), а також син загиблого Ян Рабштинський (вимагав смертної кари для обвинувачених). Дев'ятьох краківських міщан суд засудив до смертної кари, а місто було оштрафоване. Страта відбулася 15 січня 1462 року, і зрештою було вбито лише шістьох містян (невинних, не причетних до справи Тенчинського). Лише 6200 злотих із присудженого штрафу було сплачено через фінансові проблеми міста. Детальну інформацію про події вдалося отримати завдяки збереженим судовим протоколам і розповіді Яна Длугоша.

## Маєтності
1438 року брати Анджей і Ян здійснили поділ маєтностей Тенчинських, згідно з яким першому дісталися будинок на Краківському замку, села Костжец (тепер частина Кракова Костже), Зелениці та замок Вроцимовиці в Краківській землі; Бжезіни, Бядоліни, Латаниці, Лентовиці, Скороциці, Подґає та ділянки в місті Сандомирі в Сандомирській землі; місто Крашьнік, села Батож, Вижниця, Вижнянка, Воля-Пясецька, Дис, Длутлиці (частина Любліна), Домбрувка, Друщинка, Камйонка, Насутув, Стружа, Сухиня у Люблінській землі.
Дружина Анджея принесла йому 1441 року як віно ключ ксьонзький і тенуту рабштинську з місцевим замком, а також місто Жабно з селами Клиж, Конари, Нецеча, Одпоришув, Серадза та Ляскувка-Хоронська, і Кобильники, Цешкови Великий і Малий і Майкув (тепер — частина Ґродзоновиців).
Анджей Течинський, як староста рабштинський, провів масштабну реконструкцію Рабштинського замку. За власні гроші він збудував цегляну надбудову готичної циліндричної вежі та розширив нижній замок.
Він фундував костел у Батожі 1450 року, 1458 року разом із сином Яном фундували каплицю-усипальницю дружині й матері Ядвізі в костелі у Ксьонжі Великому; син Ян Рабштинський фундував костел і кляштор у Крашьніку 1468 року на честь упокою душі замордованого батька

## Сім'я

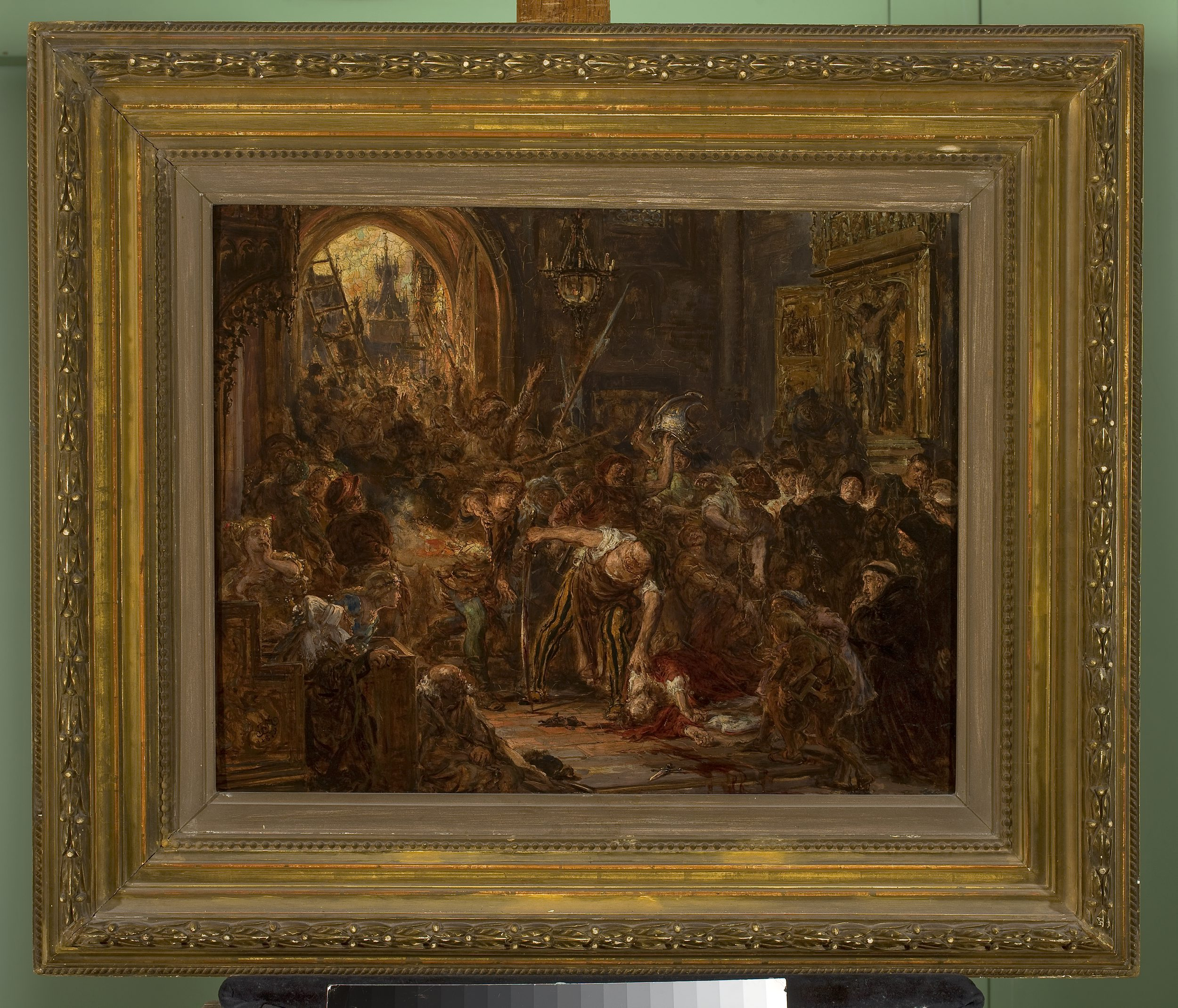
Картина Яна Матейка «Смерть Анджея Тенчинського у францисканському костелі» (1879)

Наприкінці листопада 1441 року Анджей Тенчинський одружився з Ядвіґою з Ксьонжа, Мельштина та Рабштина (пом. 1457/1458), донькою Яна з Мельштина та Рабштина (1399—1429).
Подружжя мало 4 дітей:
- Ян із Рабштину, Рабштинський[pl] (пом. 1498/99) — каштелян завіхостський і вішьлицький, староста сандомирський.
- Анна — дружина Павла Води зі Щекоцинів, старости ольштинського, луківського та завіхостського.
- Барбара — дружина Яна Жешовського, каштеляна перемишльського.
- Зофія — дружина Євстахія Беського, Станіслава Вежбети Браніцького та Міколая Слабоша.

## У культурі
Після 1462 року з'явилася анонімна Пісня про вбивство Анджея Тенчинського, яка була видана 1824 року.
Смерть Анджея Тенчинського у францисканському костелі зобразив на однойменній картині Ян Матейко (1879).